# Lionel Belmondo

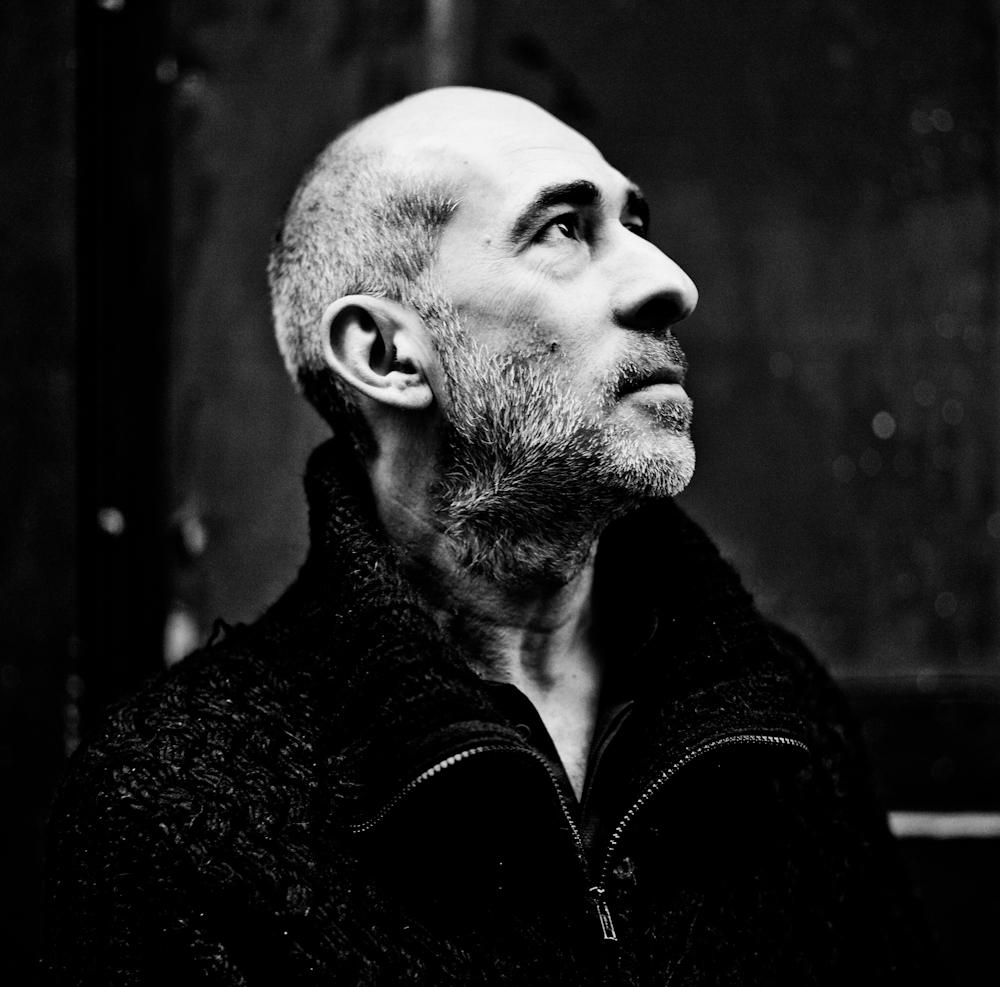
Lionel.Belmondo

Lionel Belmondo (Hyères, 19 augustus 1963) is een Franse jazzsaxofonist, -klarinettist en fluitist in de hardbop.

## Biografie
Belmondo begon op de piano, maar stapte al snel over op de saxofoon. Hij speelde in het orkest van Michel Legrand en in het kwintet van Éric Le Lann. In 1992 richtte hij met Francois Théberge een bigband op. Hij speelde in de groepen van Jean-Michel Pilc en Simon Goubert. In 1993 richtte hij met zijn broer, de trompettist Stéphane Belmondo, een kwintet op en datzelfde jaar verscheen van hen een album. In 1994 begeleidden de twee broers Dee Dee Bridgewater op een tournee. In 1994 nam het kwintet het album "For all friends“ op, uitgekomen op het Nederlandse platenlabel Challenge Records. Datzelfde jaar kregen de broers een Django d'Or. In 1997 ging Belmondo les geven aan IACP, hiermee stopte hij in 2006. Hij richtte de groep Sax Generations op, een twaalfkoppige groep saxofonisten, speelde in de groep van Jean-Loup Longnon en arrangeerde voor het orkest van Christophe Dal Sasso. Met Dal Sasso trad hij op in het jazzfestival van Marciac. De gebroeders Belmondo werkten samen met Frédéric Galliano en namen met klassieke musici en musici uit hun kwintet, in 2003 in arrangementen van Lionel klassieke stukken van onder meer Maurice Ravel, Lili Boulanger en Gabriel Fauré op. De muziek kwam onder de titel "Hymn to the Sun" uit op hun nieuw opgerichte platenlabel B-Flat Recordings en leverde de broers in 2003 een Prix Boris Vian op en een jaar later de prijs Les Victoires du Jazz. Ook de plaat "Wonderland" van Stéphane Belmondo, een album met composities van Stevie Wonder met medewerking van Lionel Belmondo, leverde een Les Victoires du Jazz op. Met Yusef Lateef namen de broers het dubbelalbum "Influence“ op (B-flat/Al!ve), met een ensemble van twaalf musici die meespeelden op "Hymn to the Sun". Een van de stukken, "Morning“ van Lateef (van de plaat "Jazz Moods“ uit 1957) wordt door Belmondo genoemd als een van de nummers die een grote invloed op hem hebben gehad. De saxofonist is overigens verder beïnvloed door onder andere John Coltrane en Dexter Gordon. Ook de plaat "Influence" had artistiek succes: in 2006 kregen de broers hiervoor een Les Victoires du Jazz. Verder werkten de broers samen met de Braziliaan Milton Nascimento (twee albums, waaronder een liveplaat). In 2009 namen ze opnieuw met musici uit hun kwintet en klassieke musici klassieke stukken op (Clair Obscur, 2011).